# 日本国際貿易促進協会
日本国際貿易促進協会（にほんこくさいぼうえきそくしんきょうかい）は、中華人民共和国間の貿易を促進する目的で設立された、日本の団体。1954年設立。機関誌の発行、中国国内企業の信用調査・市場調査等の業務を行う。

## 主要役員

### 会長
- 河野洋平　第71・72代衆議院議長

### 副会長
- 金井務　（株）日立製作所・相談役
- 渡文明　新日本石油（株）・代表取締役会長
- 増田信行　三菱重工業（株）
- 三木繁光　（株）三菱東京UFJ銀行・取締役会長
- 岡部正彦　日本通運（株）・代表取締役会長
- 宮村眞平　三井金属鉱業（株）・代表取締役会長兼CEO
- 森稔　森ビル（株）・代表取締役社長
- 立石義雄　オムロン（株）・代表取締役会長
- 大橋洋治　全日本空輸（株）・代表取締役会長
- 秦喜秋　三井住友海上火災保険（株）・取締役会長
- 土橋昭夫　双日（株）・代表取締役会長
- 贄田興嗣　東工コーセン（株）・取締役会長
- 松本正義　住友電気工業（株）・代表取締役社長
- 中田慶雄　前協会理事長

### 顧問
- 橋本岳　衆議院議員
- 佐藤嘉恭　元中国大使、東京電力（株）・顧問
- 小柴和正　（株）伊勢丹・代表取締役 会長執行役員
- 根本二郎　日本郵船（株）・名誉会長
- 渡邊五郎　フォレストオーバーシーズ（株）・代表取締役社長
- 谷泰宏　（株）谷事務所・代表取締役
- 藤野文唔　亜細亜大学顧問
- 半林亨　（株）ファーストリテイリング・取締役
- 森田堯丸　元協会副会長、元理事長

### 理事長
- 笠井火龠雄

## 歴代会長
- 初代会長 - 村田省蔵
- 第2代会長 - 山本熊一
- 第3代会長 - 石橋湛山
- 第4代会長 - 藤山愛一郎
- 第5代会長 - 櫻内義雄
- 第6代会長 - 橋本龍太郎